# Флавий Сергий
Флавий Сергий (на латински: Flavius Sergius) е политик на Римската империя през 4 век.

## Биография
На 1 януари 350 г. Сергий става консул заедно с Флавий Нигриниан. На 18 януари същата година римският генерал Магненций се провъзглася в Augustodunum в Галия за геген-император на Констант. Узурпаторът получава подкрепа от войската в западната част на Империята. През февруари император Констант е хванат по време на бягството си от узурпатора в Castrum Helenae, до Пиренеите, и убит. На 1 март генерал Ветранион се провъзглся в Сирмиум в Панония също за геген-император. На 2 юни Непоциан се провъзглся за геген-император. След това император Констанций II и узурпатор Ветранион се срещат в Ниш и Ветранион е номиниран официално за император. През 351 г. двамата, Сергий и Нигриниан, са консули post consulatum на Изтока.